# ジスルホトン
ジスルホトン（英: Disulfoton）は、有機リン系殺虫剤の一種である。エチルチオメトン（英: Ethylthiometon）とも称する。

## 用途
ドイツのバイエル社が開発した薬剤で、アセチルコリンエステラーゼ阻害剤としての作用を持つ。日本では1964年4月17日に農薬登録を受け、果樹、野菜、いも、豆、花卉、樹木等のウンカ、ハダニ、アブラムシ等に適用された。剤形は粒剤で、商品名には「TD」、「ダイシストン」などがあった。2007年度（農薬年度。前年10月～当該年9月）の原体輸入量は222トンであった。2018年7月13日に農薬登録が失効した。
日本の毒物及び劇物取締法では毒物（5%以下を含有する製剤は劇物）に該当する。